# Marta-Ingrid Rebón Rodríguez
Marta-Ingrid Rebón Rodríguez   (Barcelona, 8 de desembre de 1976) o simplement Marta Rebón és una escriptora, traductora i crítica literària catalana.
Es va llicenciar en humanitats i filologia eslava, amb un postgrau en traducció literària de la UPF i un màster en humanitats per la UOC. Col·labora habitualment amb mitjans de comunicació com El país i ha col·laborat, entre d'altres, amb Catalunya Ràdio, Letras Libres o Revista de Libros. Ha traduït nombroses obres d'autors russos al castellà i al català, entre els quals destaquen Nikolai Gógol, Svetlana Aleksiévitx, Vasili Grossman, Borís Pasternak, Liudmila Ulítskaia, Lev Tolstoi, Ievgueni Zamiatin, Iuri Oleixa, Vassili Aksiónov, Fiódor Dostoievski o Mikhaïl Bulgàkov. De l'anglès, ha traduït títols d'autors com Elif Batuman o Aravind Adiga. Ha exercit l'ofici de traductora residint a diversos països, com ara Itàlia, Equador, Rússia, Marroc, Israel o Bèlgica, experiències de les quals es nodreix l'assaig En la ciudad líquida. La seva carrera com a fotògrafa la realitza en parella amb Ferran Mateo dins del duo Rebón-Mateo. El 2017 va fer una estada a la Residència Faber.

## Obres
- En la ciudad líquida, Caballo de Troya, 2017.
- La ventana de Matisse en Los conjurados de Tánger, Sures, 2019.

## Premis i reconeixements[calcitació]
- 2009 - Premi La literatura rusa en España, per Vida y Destino de la Fundació Borís Ieltsin.
- 2009 - Millor obra estrangera per Vida i destí, Premis Qwerty de BTV.
- 2013 - Menció especial premi La literatura rusa en España per la traducció d'El fiel Ruslán de Gueorgui Vladímov